# Pädagogische Hochschule Thurgau

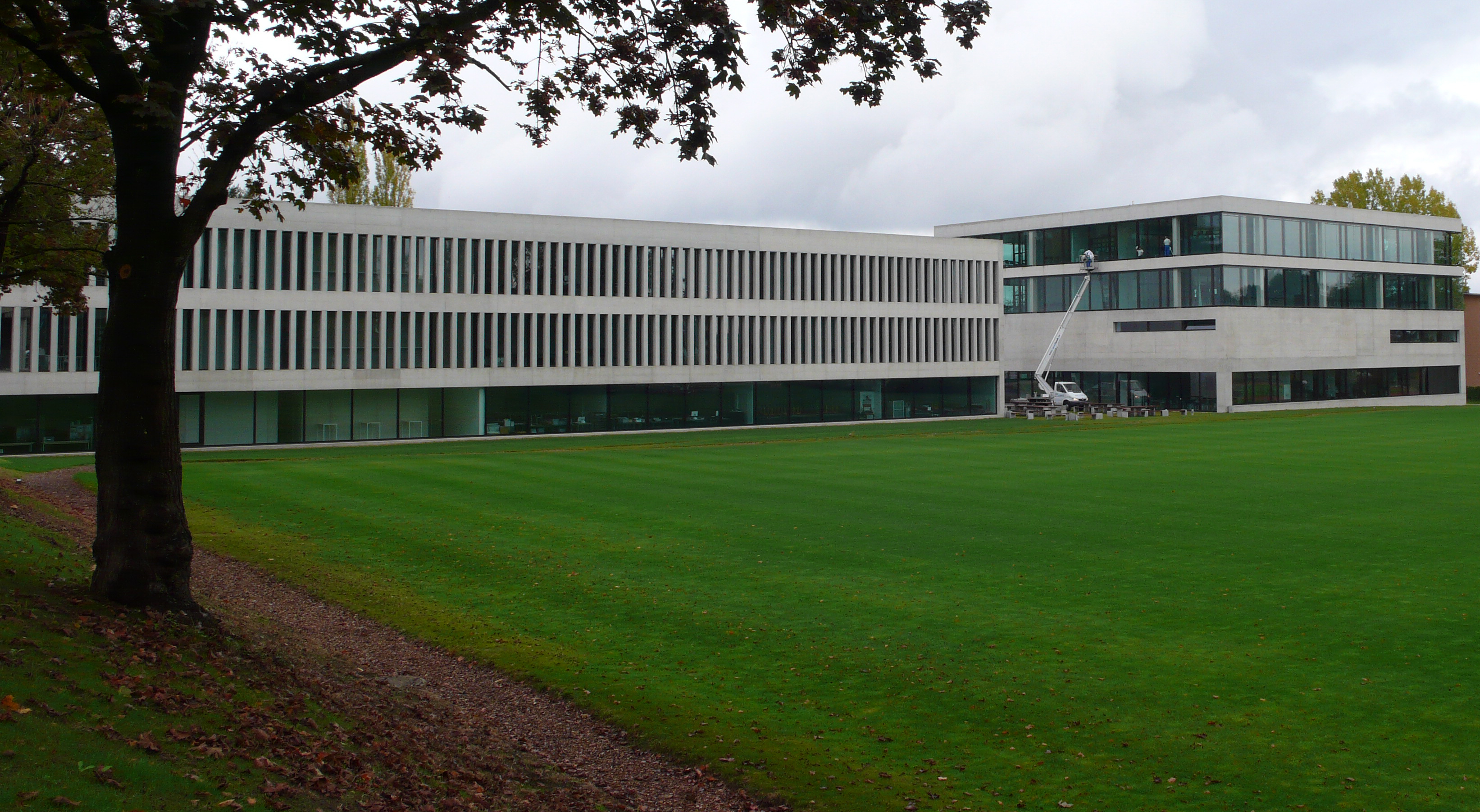
Gebäude der PHTG

Die Pädagogische Hochschule Thurgau (PHTG) in Kreuzlingen ist eine Aus- und Weiterbildungsstätte für Lehrpersonen und Experten im Bereich der Frühen Kindheit. Die Lehrerbildung in Kreuzlingen wurde im Jahr 2003 von der traditionellen, seminaristischen Ausbildung in eine modulare Struktur auf Hochschulstufe überführt. Seither übernimmt die PHTG die Ausbildung für Lehrkräfte der Vorschulstufe (Kindergarten) und Primarstufe. Im Herbst 2007 kam der Studiengang Sekundarstufe II zum Angebot hinzu, seit 2009 wird zusätzlich der Studiengang für die Sekundarstufe I angeboten. Seit 2011 gibt es den Masterstudiengang Frühe Kindheit. 

## Kooperationen
Die PHTG ist die einzige Pädagogische Hochschule der Schweiz, die mit einer Universität in der EU eine enge Partnerschaft entwickelt hat – die unmittelbare Nachbarschaft macht die Kooperation mit der Universität Konstanz möglich. Die Kooperation beinhaltet u. a. drei grenzüberschreitende Studiengänge (Sekundarstufe I, Sekundarstufe II, Master Frühe Kindheit), Brückenprofessuren und seit 2016 die gemeinsam geführte «Binational School of Education». Die PHTG ist zudem Mitglied des Wissenschaftsverbunds Vierländerregion Bodensee.

## Ausbildung
Die PHTG bietet folgende Studiengänge mit schweizweiter Anerkennung an:
- Studiengang Kindergarten-Unterstufe
- Studiengang Primarstufe
- Studiengang Sekundarstufe I (seit Herbst 2009/10) – in Kooperation mit der UKN
- Studiengang Sekundarstufe II (seit Herbst 2007/08) – in Kooperation mit der UKN
- Masterstudiengang Frühe Kindheit (seit Herbst 2011) – In Kooperation mit der UKN

## Weiterbildung
Die Weiterbildung an der PHTG richtet sich an das Bildungspersonal und umfasst folgende Bereiche:
- Berufseinführung
- Kurse
- Studiengänge
- Massgeschneiderte schulinterne Angebote

## Forschung
Die Forschung an der PHTG leistet einen Beitrag zur wissenschaftlichen Klärung von Fragen und Problemstellungen rund um Schule und Bildung und findet in sieben Bereichen statt:
- Bildungswissenschaftliche Forschung
- Fachdidaktische und bildungswissenschaftliche Dozierendenforschung
- Brückenlehrstuhl für empirische Bildungsforschung
- Brückenlehrstuhl für Entwicklung und Bildung in der frühen Kindheit
- Brückenlehrstuhl für Bereichsdidaktik MINT
- Professur Mathematikdidaktik
- Forschungsstelle Medienpädagogik

## Dienstleistungen
Die PHTG beherbergt die zweitgrösste Bibliothek des Kanton Thurgau. Sie bietet in ihrer Campus-Bibliothek vielfältige Dienstleistungen für Lehrpersonen und Schulleitungen aller Schulstufen sowie für Studierende an.

## Standort und Infrastruktur
Nach ersten Jahren in provisorischen Mietverhältnissen konnte die PHTG im Herbst 2008 zwei Neubauten des Architekten Beat Consoni beziehen. Zusammen mit der auf soziale und künstlerische Berufe vorbereitenden Pädagogischen Maturitätsschule (PMS) im Osten und der (neu)sprachlich und naturwissenschaftlich ausgerichteten Kantonsschule Kreuzlingen (KSK) im Westen bildet die PHTG in Kreuzlingen nun den «Campus Bildung Kreuzlingen». Die drei Institutionen sind vernetzt und teilen sich verschiedene Infrastrukturangebote. Für einen Übertritt von der PMS an die PHTG bestehen spezielle Vereinbarungen (Thurgauer Weg der Lehrerbildung).  